# Liste der Biografien/Vit
Liste der Biografien |
Portal Biografien |
Personensuche
# |
A |
B |
C |
D |
E |
F |
G |
H |
I |
J |
K |
L |
M |
N |
O |
P |
Q |
R |
S |
T |
U |
V |
W |
X |
Y |
Z |
?
 
Va |
Vd |
Ve |
Vh |
Vi |
Vj |
Vl |
Vn |
Vo |
Vr |
Vs |
Vt |
Vu |
Vy
 
Via |
Vib |
Vic |
Vid |
Vie |
Vif |
Vig |
Vih |
Vii |
Vij |
Vik |
Vil |
Vim |
Vin |
Vio |
Vip |
Viq |
Vir |
Vis |
Vit |
Viu |
Viv |
Vix |
Viy |
Viz
Die Liste der Biografien führt alle Personen auf, die in der deutschsprachigen Wikipedia einen Artikel haben. Dieses ist eine Teilliste mit 362 Einträgen von Personen, deren Namen mit den Buchstaben „Vit“ beginnt.

## Vit
- Vit, Franz (1916–2005), deutscher Politiker (SPD), MdB
- Vít, Pavel (* 1975), deutsch-tschechischer Eishockeyspieler
- Vít, Radek (* 1974), deutsch-tschechischer Eishockeyspieler

### Vita
- Vita Hassan (1858–1893), jüdischer Apotheker und Beamter der ägyptischen Verwaltung
- Vita, Anna (* 1964), deutsche Tänzerin, Choreografin und Ballettdirektorin
- Vita, Claudine (* 1996), deutsche Leichtathletin
- Vita, Dario de (* 2000), deutscher Fußballspieler
- Vita, Franco de (* 1954), venezolanischer Pianist und Popsänger
- Vita, Giuseppe (* 1935), italienischer Manager
- Vita, Helen (1928–2001), Schweizer Chansonnière, Schauspielerin und Kabarettistin
- Vita, Kimpa (1684–1706), kongolesische Prophetin und Gründerin der Antonier-Bewegung
- Vita, Rémy (* 2001), madagassisch-französischer Fußballspieler
- Vita, Wilhelm (1846–1919), österreichischer Porträtmaler
- Vita-Finzi, Paolo (1899–1986), italienischer Diplomat
- Vitaa (* 1983), französische R&B-SängerinVitaa (* 1983)

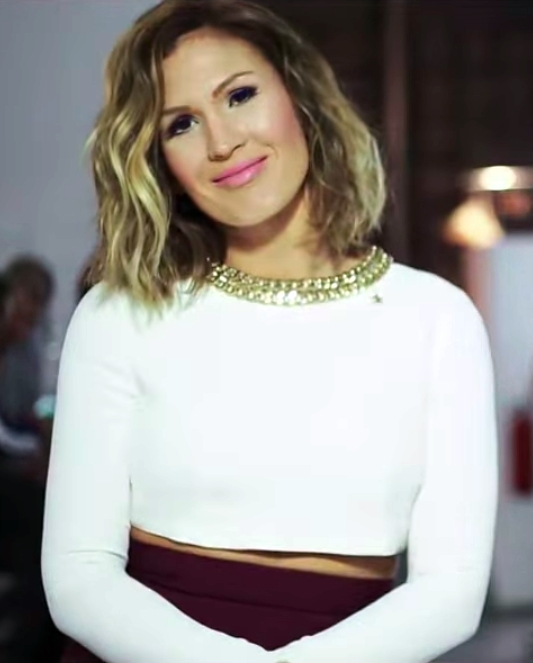
Vitaa (* 1983)

- Vitagliano, Gioacchino (1669–1739), italienischer Bildhauer und Dekorateur des Barock
- Vitaioli, Fabio (* 1984), san-marinesischer Fußballspieler
- Vitaioli, Matteo (* 1989), san-marinesischer Fußballspieler
- Vitaitė, Veronika (* 1939), litauische Pianistin und Musikpädagogin
- Vital, Albert Camille (* 1952), madagassischer Politiker, Premierminister von Madagaskar
- Vital, Andrea (1855–1943), Schweizer Politiker (FDP-Liberale)
- Vital, Chaim († 1620), jüdischer Gelehrter und Kabbalist
- Vital, Mateus (* 1998), brasilianischer Fußballspieler
- Vital, Not (* 1948), schweizerisch-US-amerikanischer Bildhauer, Maler, Grafiker und Zeichner
- Vital, Roman (* 1975), Schweizer Filmemacher
- Vitale da Bologna, italienischer Maler
- Vitale, Alex S., US-amerikanischer Soziologe und Hochschullehrer
- Vitale, Amalia (* 1988), britische Schauspielerin, Sängerin und Synchronsprecherin
- Vitale, Ami (* 1971), US-amerikanische Fotojournalistin und Dokumentarfilmerin
- Vitale, Caterina (1566–1619), Apothekerin des Malteserorden auf Malta
- Vitale, Dick (* 1939), US-amerikanischer Sportreporter und ehemaliger Basketballtrainer
- Vitale, Filippo († 1650), italienischer Maler des Frühbarock
- Vitale, Flavio (* 2005), französischer Skirennläufer
- Vitale, Giusy (* 1972), sizilianische Mafiosa
- Vitale, Ida (* 1923), uruguayische Autorin, Dichterin, Übersetzerin und Literaturkritikerin
- Vitale, Ilenia (* 1995), italienische Sprinterin
- Vitale, Joe (* 1985), US-amerikanischer Eishockeyspieler
- Vitale, John (1909–1982), US-amerikanischer Mafioso
- Vitale, Liliana (* 1959), argentinische Komponistin, Sängerin und Pianistin
- Vitale, Lito (* 1961), argentinischer Rockmusiker und Komponist
- Vitale, Luigi (* 1987), italienischer Fußballspieler
- Vitale, Marco (* 1975), Schweizer Althistoriker
- Vitale, Mario (1923–2003), italienischer Filmschauspieler
- Vitale, Mattia (* 1997), italienischer Fußballspieler
- Vitale, Maurizio (1922–2021), italienischer Italianist und Sprachhistoriker
- Vitale, Milly (1932–2006), italienische Filmschauspielerin
- Vitale, Ottavio (* 1959), italienischer Ordensgeistlicher, Bischof von Lezha in Albanien
- Vitale, Richie (* 1954), US-amerikanischer Jazzmusiker
- Vitale, Salvatore (1887–1954), italienischer Bibliotheksbeamter und Kunstkritiker
- Vitale, Salvatore (* 1947), US-amerikanischer MobsterSalvatore Vitale (* 1947)

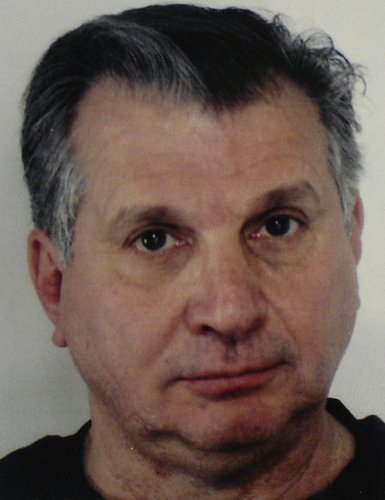
Salvatore Vitale (* 1947)

- Vitale, Simone (* 1986), italienischer Fußballspieler
- Vitale, Vincenzo (1908–1984), italienischer Pianist
- Vitali, Albert (1955–2020), Schweizer Politiker (FDP)
- Vitali, Alessandro († 1630), italienischer Maler des späten Manierismus
- Vitali, Alvaro (1950–2025), italienischer Schauspieler
- Vitali, Andrea (* 1956), italienischer Schriftsteller und Arzt
- Vitali, Bernardino, Buchdrucker
- Vitali, Christoph (1940–2019), Schweizer Kurator und Museumsleiter
- Vitali, Federico (* 1982), italienischer Radrennfahrer
- Vitali, Giancarlo (1926–2011), italienischer Fußballspieler und -trainer
- Vitali, Giovanni Battista (1632–1692), italienischer Violonist, Sänger und Komponist des Barock
- Vitali, Giuseppe (1875–1932), italienischer Mathematiker
- Vitali, Keith, US-amerikanischer Kampfsportler, Schauspieler, Filmproduzent und Schriftsteller
- Vitali, Leon (1948–2022), britischer Schauspieler
- Vitali, Marco (* 1960), italienischer Radrennfahrer
- Vitali, Martín (* 1975), argentinischer Fußballspieler
- Vitali, Maurizio (* 1957), italienischer Motorradrennfahrer
- Vitali, Sandro (* 1966), Schweizer Radrennfahrer
- Vitali, Tomaso Antonio (1663–1745), italienischer Violinist und Komponist
- Vitali, Vera (* 1981), schwedische SchauspielerinVera Vitali (* 1981)

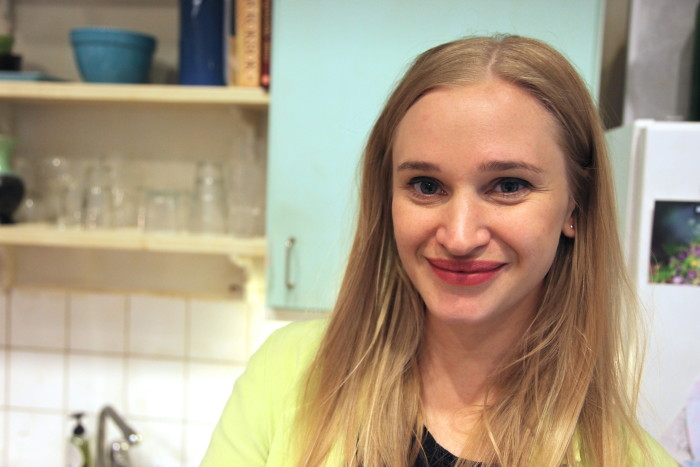
Vera Vitali (* 1981)

- Vitalian († 520), oströmischer Heermeister und Politiker
- Vitalian († 672), Papst
- Vitalianus, spätantiker römischer General
- Vitalic (* 1976), französischer Techno-Musiker
- Vitalini, Pietro (* 1967), italienischer Skirennläufer
- Vitalis, Heiliger der christlichen Kirche und Märtyrer
- Vitalis von Blois, mittellateinischer Dichter
- Vitalis von Bologna, Heiliger der römisch-katholischen Kirche
- Vitalis von Salzburg, römisch-katholischer Bischof, Lokalheiliger in Salzburg
- Vitalis von Savigny († 1122), Gründer der Gemeinschaft von Savigny
- Vitalis, Christian (* 1976), deutscher Musikwissenschaftler, Autor, Musikkritiker und Hornist
- Vitalius I., Bischof von Antiochien
- Vitalowitz, Hermann (1890–1965), deutscher Zeitungsverleger
- Vitanidis, Gheorghe (1929–1994), rumänischer Filmregisseur
- Vitanza, Solveig (* 1982), norwegische Politikerin
- Vitão (* 2000), brasilianischer Fußballspieler
- Vitarbo, Arnold (1936–2022), US-amerikanischer Sportschütze
- Vitarelli, Joseph (* 1961), US-amerikanischer Komponist
- Vitáris, Norbert (* 1990), ungarischer Handball- und Beachhandballspieler
- Vitas (* 1979), ukrainischer Popsänger (Bariton und Falsettsänger Countertenor), Komponist, Schauspieler und ModedesignerVitas (* 1979)

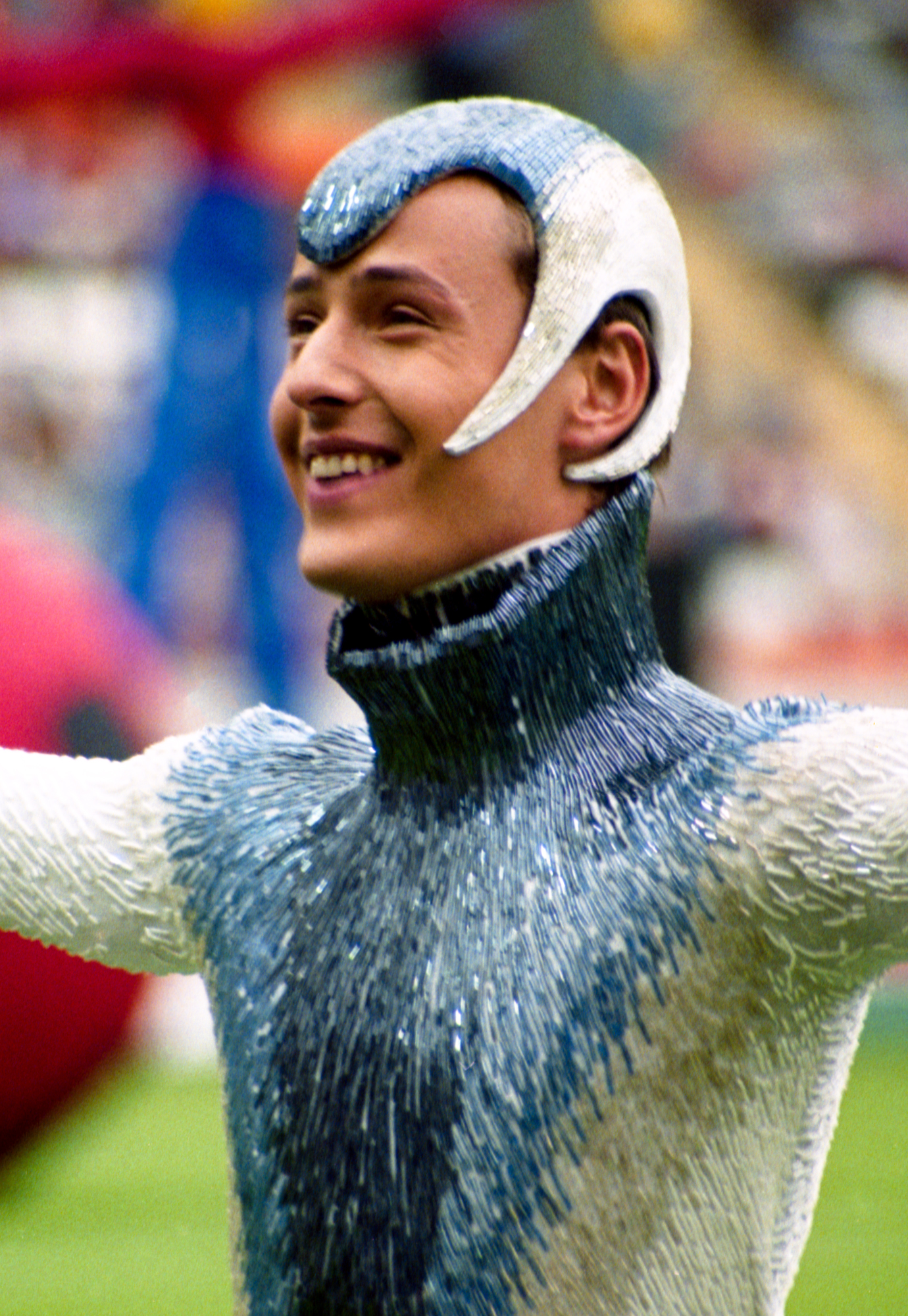
Vitas (* 1979)

- Vitas, Sophia (* 1992), US-amerikanische Ruderin
- Vitásek, Andreas (* 1956), österreichischer Kabarettist, Schauspieler und RegisseurAndreas Vitásek (* 1956)

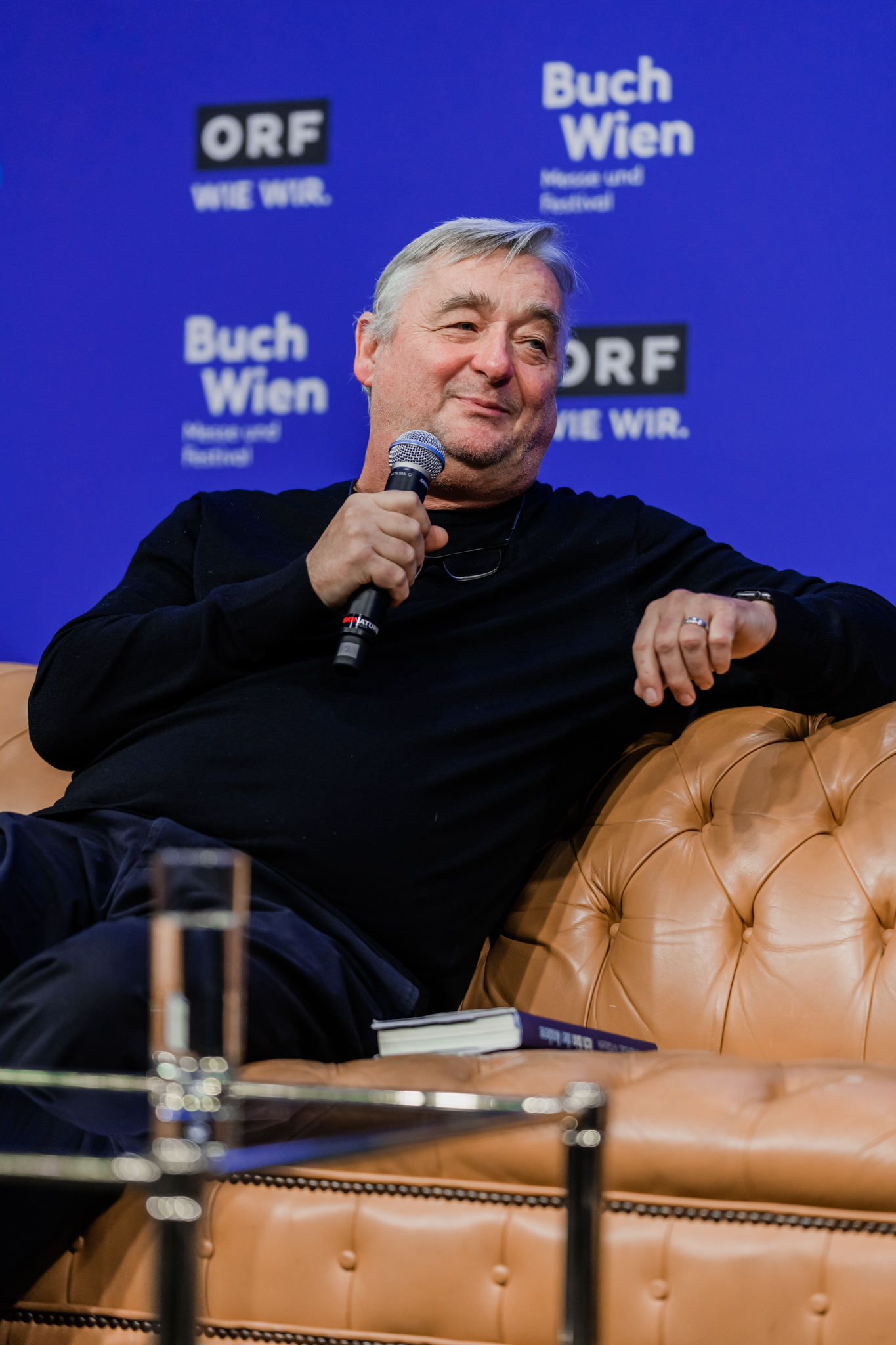
Andreas Vitásek (* 1956)

- Vitásek, Jan August (1770–1839), böhmischer Komponist
- Vitásek, Petr (* 1981), tschechischer Ruderer

### Vitc
- Vitch, Christopher (* 1983), US-amerikanischer Pokerspieler
- Vitché (* 1969), brasilianischer Graffiti-Künstler

### Vite
- Vite, Filippo Della (* 2001), italienischer Skirennläufer
- Vité, Jean Pierre (1923–2016), deutscher Forstwissenschaftler, Zoologe und Entomologe
- Viteazul, Mihai (1558–1601), rumänischer Woiwode der Walachei, von Siebenbürgen und der Moldau
- Vítečková, Eva (* 1982), tschechische Basketballspielerin
- Vítek, Jaroslav (1915–1966), tschechoslowakischer Kugelstoßer und Diskuswerfer
- Vítek, Jiří (* 1977), tschechischer Handballspieler
- Vítek, Radek (* 2003), tschechischer Fußballspieler
- Vítek, Radovan (* 1971), tschechischer Milliardär und Immobilieninvestor
- Vitek, Sophie (* 1919), österreichische Historikerin und Widerstandskämpferin gegen den Nationalsozialismus
- Vítek, Zdeněk (* 1977), tschechischer Biathlet
- Vitel, Gabriel (* 1994), deutscher Musik-Produzent
- Vitel, Philippe (* 1955), französischer Politiker
- Vitela, Rodolfo (* 1949), mexikanischer Radrennfahrer
- Vitelleschi, Giovanni (1390–1440), italienischer Condottiere, der von Papst Eugen IV. zum Kardinal gemacht wurde
- Vitelleschi, Mutio (1563–1645), Generaloberer der Societas Jesu (Jesuitenorden)
- Vitelli, Alessandro (1499–1554), italienischer Condottiere
- Vitelli, Annie (1837–1917), australisch-neuseeländische Sängerin, Entertainerin und Theaterproduzentin
- Vitelli, Camillo (1459–1496), Condottiere und Söldnerführer
- Vitelli, Chiappino (1520–1575), Condottiere der italienischen Renaissance
- Vitelli, Francesco (1582–1646), italienischer Erzbischof und Diplomat
- Vitelli, Girolamo (1849–1935), italienischer Klassischer Philologe und Papyrologe
- Vitelli, Giulio (1458–1530), italienischer Condottiere und katholischer Bischof
- Vitelli, Niccolò († 1486), italienischer Condottiere
- Vitelli, Paolo (1461–1499), italienischer Condottiere
- Vitelli, Paolo II. (1519–1574), Condottiere der italienischen Renaissance
- Vitelli, Simonetta (* 1950), italienische Schauspielerin
- Vitelli, Vitello (1480–1528), Condottiere der italienischen Renaissance
- Vitelli, Vitellozzo († 1502), Adliger und Condottiere
- Vitelli, Vitellozzo (1531–1568), italienischer Kardinal
- Vitellia, Tochter des römischen Kaisers Vitellius
- Vitellius († 69), römischer KaiserVitellius († 69)

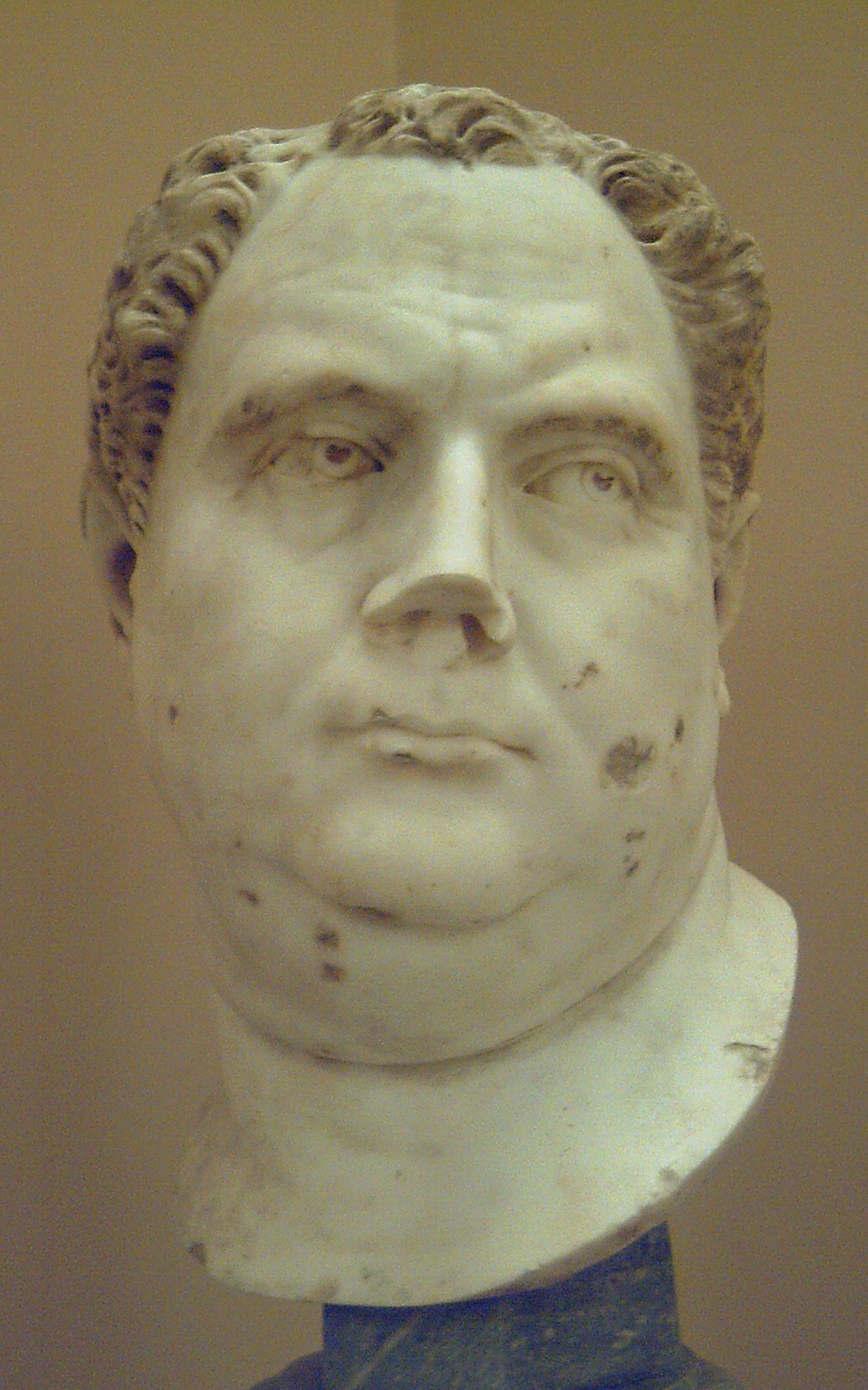
Vitellius († 69)

- Vitellius Atillianus, Titus, römischer Centurio (Kaiserzeit)
- Vitellius der Jüngere († 69), Sohn des römischen Kaisers Vitellius
- Vitellius, Aulus († 32), römischer Konsul (32)
- Vitellius, Lucius, römischer Senator, Vater des Kaisers Vitellius
- Vitellius, Lucius (15–69), römischer Politiker, Bruder des Kaisers Aulus Vitellius
- Vitellius, Publius, römischer Politiker und Offizier
- Vitenbergs, Jānis (* 1985), lettischer Politiker
- Vitense, Otto (1880–1948), deutscher Gymnasiallehrer und Historiker zur mecklenburgischen Landesgeschichte
- Vitense, Otto (1912–1962), deutscher Politiker (CDU), MdL
- Viterbi, Andrew J. (* 1935), US-amerikanischer Elektroingenieur
- Viterbo, Claude (* 1961), französischer Mathematiker
- Viterbo, Patricia (1939–1966), französische Schauspielerin
- Viterbo, Pier Francesco da, italienischer Architekt der Renaissance
- Viterelli, Joe (1937–2004), US-amerikanischer Schauspieler
- Viteri y Ungo, José Jorge (1801–1853), Bischof von San Salvador und von Leon
- Viteri, Katalina, US-amerikanische Schauspielerin
- Viteritti, Fabio (* 1993), deutscher Fußballspieler
- Vitet, Bernard (1934–2013), französischer Jazztrompeter und Komponist
- Vitet, Ludovic (1802–1873), französischer Politiker und Schriftsteller
- Vitetta, Vincent (1925–2021), monegassischer Radrennfahrer
- Vitez, Antoine (1930–1990), französischer Schauspieler, Theaterregisseur und Theaterleiter, Dichter und Übersetzer
- Vitéz, Carol (* 1974), rumänischer Violinist, Dirigent und Komponist
- Vitez, Grigor (1911–1966), jugoslawischer Schriftsteller und Übersetzer
- Vitéz, Johann († 1499), Bischof von Sirmium, ernannter Administrator von Olmütz, Bischof von Veszprém und Administrator von Wien
- Vitez, Johann (1408–1472), katholischer Bischof von Großwardein und Erzbischof von Gran
- Vitez, Patrik (* 1998), slowenischer Skispringer

### Vith
- Vithal, Master († 1969), indischer Filmschauspieler des marathischen und des Hindi-Films
- Vithayathil, Varkey (1927–2011), indischer römisch-katholischer Geistlicher, Erzbischof und Kardinal
- Vithicab († 368), Gaukönig der Breisgauer (360–368)
- Vithimiris, rex der Greutungen
- Vithoulkas, Georgos (* 1932), griechischer Homöopath und Träger des alternativen Nobelpreises 1996

### Viti
- Viti, Anna Felice (1827–1922), italienische Nonne und Selige
- Viti, Francisco (1933–2023), angolanischer Geistlicher, römisch-katholischer Erzbischof von Huambo
- Viti, Mattia (* 2002), italienischer Fußballspieler
- Viti, Timoteo (1469–1523), italienischer Renaissancemaler
- Vitidsarn, Kunlavut (* 2001), thailändischer Badmintonspieler
- Vitiello, Gianni (1973–2009), deutscher Musiker, DJGianni Vitiello (1973–2009)

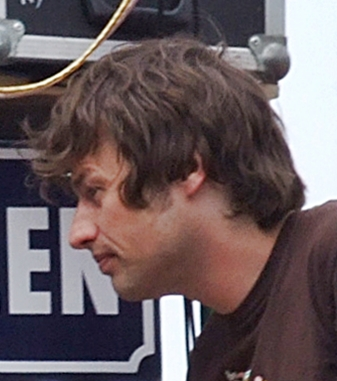
Gianni Vitiello (1973–2009)

- Vitier, Cintio (1921–2009), kubanischer Dichter und Schriftsteller
- Vitier, José María (* 1954), kubanischer Komponist, Dirigent und Pianist
- Vitier, Sergio (1948–2016), kubanischer Komponist und Gitarrist
- Vitija, Eva (* 1973), Schweizer Drehbuchautorin und Filmregisseurin
- Vitík, Martin (* 2003), tschechischer Fußballspieler
- Vitillo, Matilde (* 2001), italienische Radsportlerin
- Vitinghove, Arnold von († 1364), Komtur des Deutschen Ordens
- Vitinha (* 1986), portugiesischer Fußballspieler

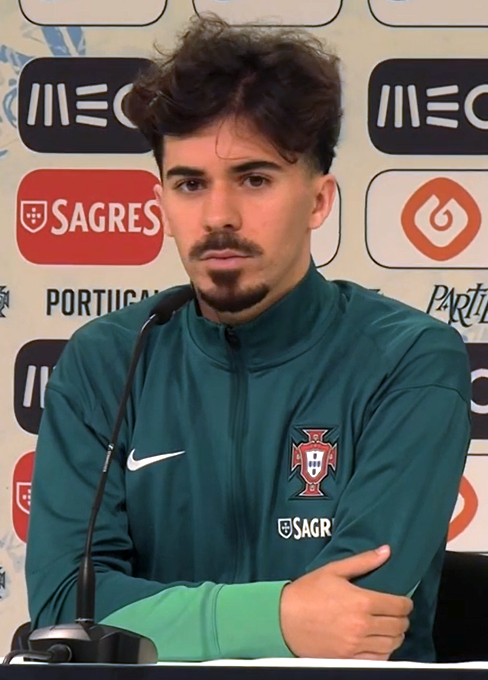
Vitinha (* 2000)

- Vitinha (Fußballspieler, Februar 2000) (* 2000), portugiesischer FußballspielerVitinha (* 2000)
- Vitinha (Fußballspieler, März 2000) (* 2000), portugiesischer Fußballspieler
- Vitinho (* 1993), brasilianischer Fußballspieler
- Vitinho (Fußballspieler, Januar 1998) (* 1998), brasilianischer Fußballspieler
- Vitinho (Fußballspieler, März 1998) (* 1998), brasilianischer Fußballspieler
- Vitinho (* 1999), brasilianischer Fußballspieler
- Vitis, Wallis (* 1995), französische Tennisspielerin
- Vitislav, Fürst aus dem Geschlecht der Slavnikiden

### Vitk
- Vitkauskaitė Bernard, Justina (* 1978), litauische Politikerin, MdEP
- Vitkauskas, Aloyzas (* 1954), litauischer Politiker
- Vitkauskienė, Rasa (* 1983), litauische Politikerin
- Vitkevičius, Pranciškus Stanislavas (1926–2013), litauischer Zivilrechtler, Professor für Römisches Recht, Richter und Mitglied von Seimas
- Vitkieviez, Matías (* 1985), uruguayisch-schweizerischer Fussballspieler
- Vitkin, Joseph (1876–1912), zionistischer Pionier
- Vitkine, Antoine (* 1977), französischer Journalist, Autor und Regisseur
- Vítková, Veronika (* 1988), tschechische Biathletin
- Vitkus, Balys (1898–1988), litauischer Agronom, Rektor der Lietuvos žemės ūkio universitetas
- Vitkus, Gediminas (* 1962), litauischer Politikwissenschaftler und Professor der Universität Vilnius (VU)

### Vito
- Vito, Sänger, Songwriter und Musikproduzent
- Vito, Joe († 2010), US-amerikanischer Jazzpianist, Arrangeur und Songwriter
- Vito, Louie (* 1988), US-amerikanischer Snowboarder
- Vito, Patrick J. Don, Filmeditor
- Vito, Rick (* 1949), US-amerikanischer GitarristRick Vito (* 1949)

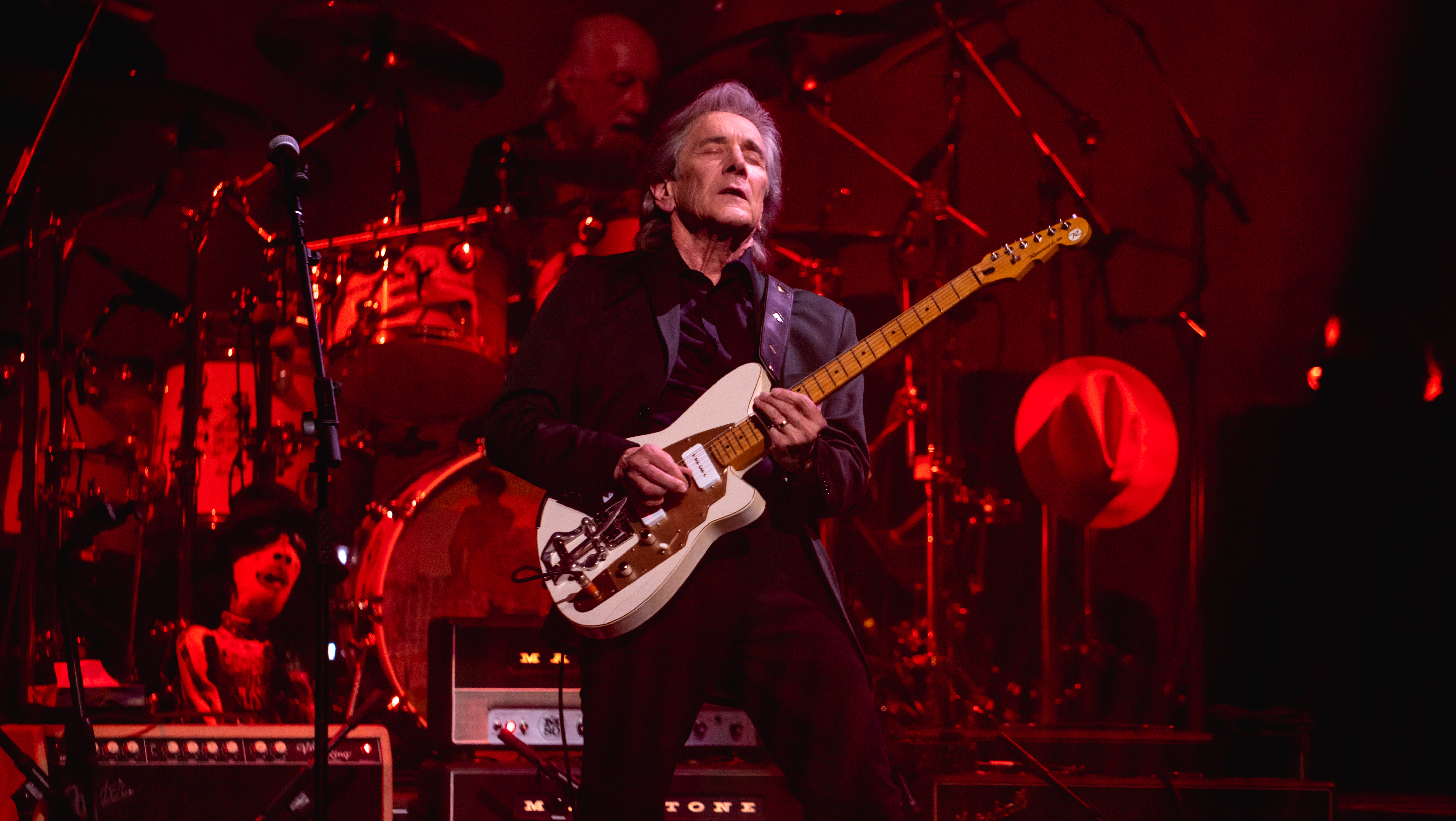
Rick Vito (* 1949)

- Vītola, Undīne (* 1989), lettische Skeletonfahrerin für Aserbaidschan
- Vitold, Michel (1914–1994), französischer Schauspieler und Regisseur russisch-georgischer Herkunft
- Vītoliņš, Harijs (* 1968), lettischer Eishockeyspieler und -trainer
- Vītoliņš, Jānis (1886–1955), lettischer Komponist
- Vitolo (* 1983), spanischer Fußballspieler
- Vitolo (* 1989), spanischer Fußballspieler
- Vitolo, Giovanni (* 1948), italienischer Historiker
- Vītols, Jānis Alfrēds (1911–1993), lettischer Radrennfahrer
- Vītols, Jāzeps (1863–1948), lettischer Komponist
- Vītols, Voldemārs (1911–1980), lettischer Hindernis- und Langstreckenläufer
- Vitomskis, Jānis (1936–2009), lettischer Fernschachmeister
- Viton de Saint-Allais, Nicolas (1773–1842), französischer Genealoge, Archivar und Heraldiker
- Vitor Hugo (* 1991), brasilianischer Fußballspieler
- Vítor Júnior (* 1986), brasilianischer Fußballspieler
- Vítor, Miguel (* 1989), portugiesischer Fußballspieler
- Vitori, Gina (* 1993), US-amerikanische Schauspielerin
- Vitória Yaya (* 2002), brasilianische Fußballspielerin
- Vitoria, David (* 1984), Schweizer Radrennfahrer
- Vitoria, Francisco de († 1546), katholischer Theologe
- Vitória, Maria (* 2001), osttimoresische Sängerin
- Vitória, Rui (* 1970), portugiesischer Fußballtrainer
- Vitória, Sofia (* 1979), portugiesische Sängerin
- Vitória, Steven (* 1987), kanadisch-portugiesischer Fußballspieler
- Vitorino, Ana Paula (* 1962), portugiesische Politikerin und Ingenieurin
- Vitorino, António (* 1957), portugiesischer Politiker, MdEP, Kommissar für Justiz, Freiheit und Sicherheit
- Vitorino, Nélson (* 1975), portugiesischer Radrennfahrer
- Vitorius Marcellus, Marcus, römischer Suffektkonsul (105)
- Vitouch, Elisabeth (* 1951), österreichische Politikerin (SPÖ), Landtagsabgeordnete und Gemeinderat, Journalistin
- Vitouch, Oliver (* 1971), österreichischer Psychologe und KognitionswissenschaftlerOliver Vitouch (* 1971)

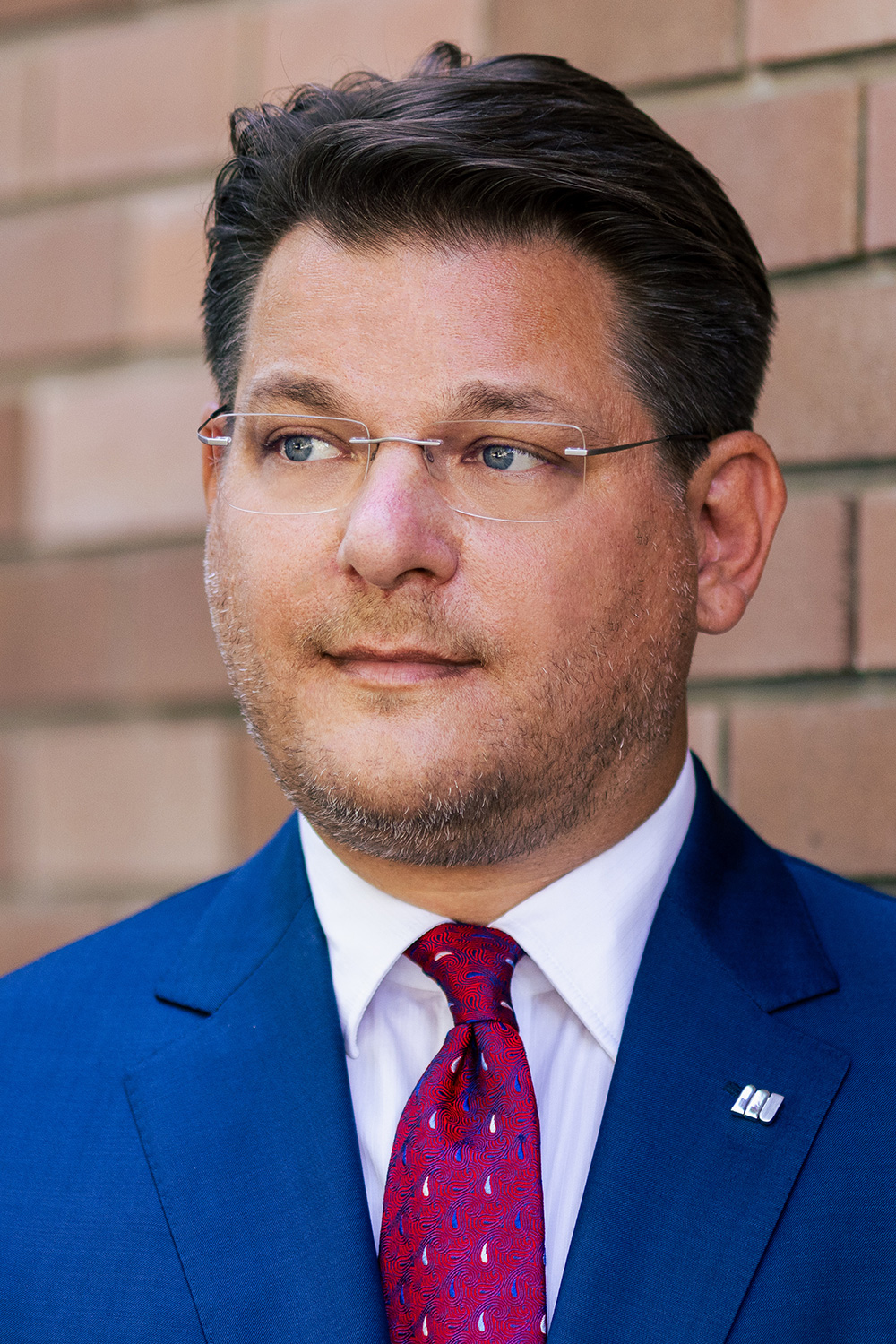
Oliver Vitouch (* 1971)

- Vitouch, Peter (1947–2023), österreichischer Kommunikationswissenschaftler
- Vitouš, Miroslav (* 1947), tschechischer Jazzbassist und Komponist
- Vitoux, Frédéric (* 1944), französischer Schriftsteller und Journalist
- Vítová, Věra, Bürgermeisterin von Teplice nad Metují (Wekelsdorf) in Ostböhmen, Tschechien
- Vitovec, Jan, böhmischer Söldnerführer

### Vitr
- Vitrac, Roger (1899–1952), französischer Dramatiker und Surrealist
- Vitrasia Faustina, Tochter des Titus Vitrasius Pollio und der Annia Fundania Faustina
- Vitrasius Flamininus, Lucius, römischer Suffektkonsul (122)
- Vitrasius Pollio, Titus, römischer Konsul
- Vitria, Lorenzo (1908–1941), spanischer Boxer, Olympiateilnehmer 1924
- Vitriarius, Johann Jacob (1679–1745), Schweizer Rechtsgelehrter und Verfasser von Rechtswerken
- Vitriarius, Philipp Reinhard (1647–1720), deutscher Rechtswissenschaftler
- Vitringa, Campegius der Ältere (1659–1722), niederländischer reformierter Theologe
- Vitringa, Campegius der Jüngere (1693–1723), niederländischer reformierter Theologe
- Vitro, Roseanna (* 1951), US-amerikanische Jazz-Sängerin
- Vitrotti, Giovanni (1882–1966), italienischer Kameramann
- Vitruv, römischer Architekt, Ingenieur und Schriftsteller
- Vitruvius Cerdo, Lucius, antiker römischer Architekt

### Vits
- Vits, Astrid (* 1973), deutsche Journalistin und Nachrichtensprecherin
- Vits, Ernst (1868–1939), evangelischer Hof- und Domprediger in Berlin sowie Generalsuperintendent der Neumark und Niederlausitz
- Vits, Ernst Hellmut (1903–1970), deutscher Unternehmer und Wirtschaftsjurist
- Vitsoris, Mimis (1902–1945), griechischer Maler und Bildhauer
- Vitsur, Heido (* 1944), estnischer Wirtschaftsexperte und Politiker, Minister

### Vitt
- Vitt, Fritz (1885–1958), deutscher Pädagoge und Heimatforscher
- Vitt, Hans-Georg (1923–1981), deutscher Politiker (SPD), MdL
- Vitt, Klaus (* 1952), deutscher Ministerialbeamter und beamteter Staatssekretär im Bundesministerium des Innern
- Vitt, Walter (1936–2021), deutscher Journalist, Kunstschriftsteller und Ausstellungskurator
- Vitt, Werner (1926–2014), deutscher Gewerkschafter
- Vitta, Christian (* 1972), Schweizer Rechtsanwalt und Politiker (FDP)
- Vitta, Kilomo (* 1988), belgischer Tischtennisspieler
- Vittachi, Nury (* 1958), asiatischer, englischsprachiger Schriftsteller
- Vittadini, Adrienne (* 1943), US-amerikanische Modedesignerin ungarischer Abstammung
- Vittadini, Grazia (* 1969), italienisch-US-amerikanische Managerin; Chefingenieurin von Airbus
- Vittadini, Rita (1914–2000), italienische Turnerin
- Vittali, Otto (1872–1959), deutscher Maler
- Vittali, Wilhelm (1859–1920), deutscher Architekt
- Vittar, Pabllo (* 1994), brasilianischer Sänger, Performer und Drag Queen
- Vittek, Róbert (* 1982), slowakischer Fußballspieler
- Vittel, Charles (1809–1889), Schweizer Politiker und Richter
- Vitter, David (* 1961), US-amerikanischer Politiker (Republikanische Partei)
- Vittet, Judith (* 1984), französische Schauspielerin
- Vitti, Mario (1926–2023), italienischer Neogräzist
- Vitti, Moacyr José (1940–2014), brasilianischer Ordensgeistlicher, römisch-katholischer Erzbischof von Curitiba
- Vitti, Monica (1931–2022), italienische SchauspielerinMonica Vitti (1931–2022)

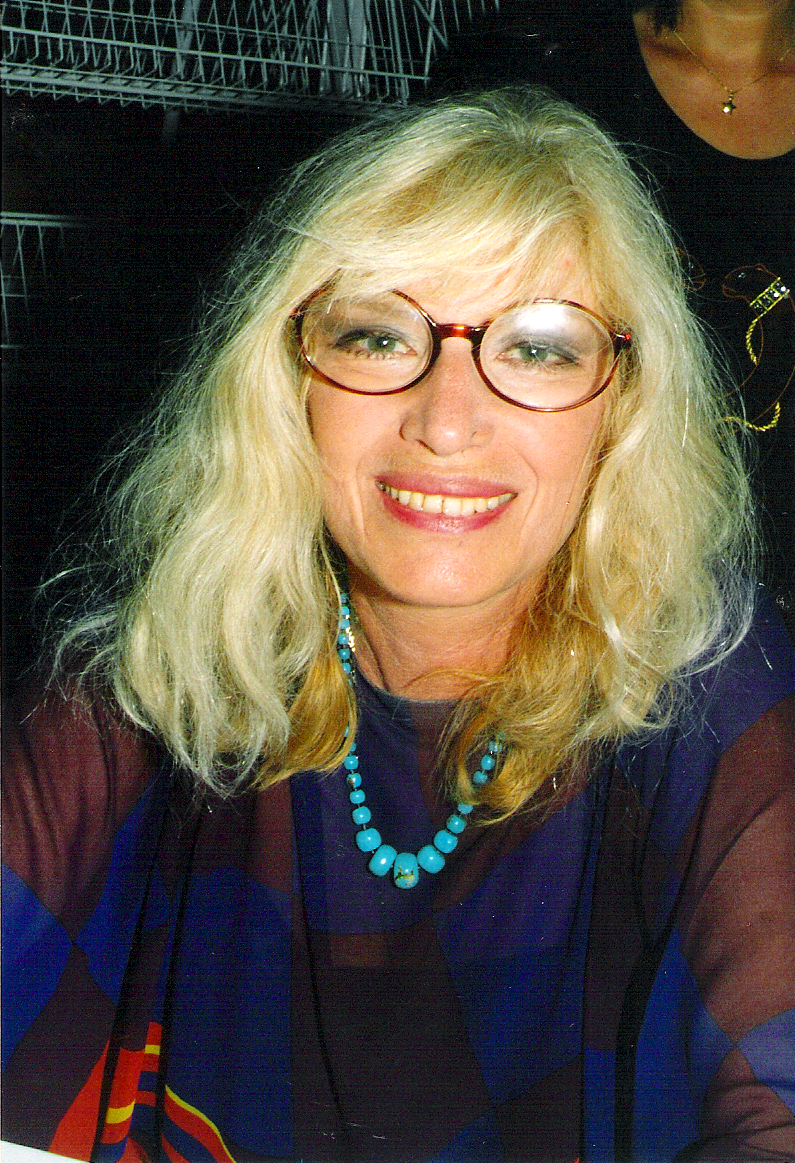
Monica Vitti (1931–2022)

- Vitti, Pablo (* 1985), argentinischer Fußballspieler
- Vittigli, Tonino (* 1964), italienischer Radrennfahrer
- Vitting, Lisa (* 1991), deutsche Schwimmerin
- Vittinghoff gen. Schell, Arnold von (1593–1666), Domherr in Paderborn
- Vittinghoff gen. Schell, Franz Arnold von (* 1754), Domherr in Paderborn, designierter Domherr in Münster
- Vittinghoff gen. Schell, Franz Johann von († 1716), Domherr in Münster und Paderbprn
- Vittinghoff gen. Schell, Friedrich von, Domherr in Paderborn, Münster und Hildesheim
- Vittinghoff gen. Schell, Hermann Arnold von (1701–1768), Domherr in Hildesheim und Münster
- Vittinghoff gen. Schell, Karl Friedrich von (1751–1819), Domherr in Hildesheim, Münster und Osnabrück
- Vittinghoff gen. Schell, Wilhelm Franz von (1619–1700), Domherr in Paderborn und Münster sowie Domkantor
- Vittinghoff, Bernd (* 1955), deutscher Fußballspieler
- Vittinghoff, Friedrich (1910–1999), deutscher Althistoriker
- Vittinghoff, Friedrich von (1874–1959), deutscher Politiker
- Vittinghoff, Karl (1899–1976), deutscher Politiker (SPD), MdHB
- Vittinghoff, Karl von (1772–1826), Maler und Radierer sowie Direktor der Paar'schen Sammlung
- Vittinghoff, Kurt (1928–2011), deutscher Gewerkschafter und Politiker (SPD), MdEP
- Vittinghoff, Maximilian Friedrich von (1779–1835), Bürgermeister von Steele
- Vittinghoff-Schell, Felix von (1910–1992), deutscher Politiker (CDU), MdB
- Vittinghus, Hans-Kristian (* 1986), dänischer Badmintonspieler
- Vittmann, Günter (* 1952), österreichischer Ägyptologe und Demotist
- Vittone, Bernardo Antonio (1704–1770), italienischer Architekt
- Vittorelli, Iacopo (1749–1835), italienischer Autor
- Vittorelli, Paul (1851–1932), österreichischer Jurist und Richter
- Vittorelli, Pietro (1962–2023), italienischer Ordensgeistlicher, Erzabt von Montecassino
- Vittori, Arturo (* 1971), italienischer Architekt und Designer
- Vittori, Girolamo (* 1549), Schweizer Romanist und Lexikograf
- Vittori, Loreto (1604–1670), italienischer Opernsänger (Kastrat/Mezzosopran) und Komponist
- Vittori, Nicolò (1909–1988), italienischer Ruderer
- Vittori, Roberto (* 1964), italienischer Astronaut
- Vittoria della Rovere (1622–1694), Großherzogin der ToskanaVittoria della Rovere (1622–1694)

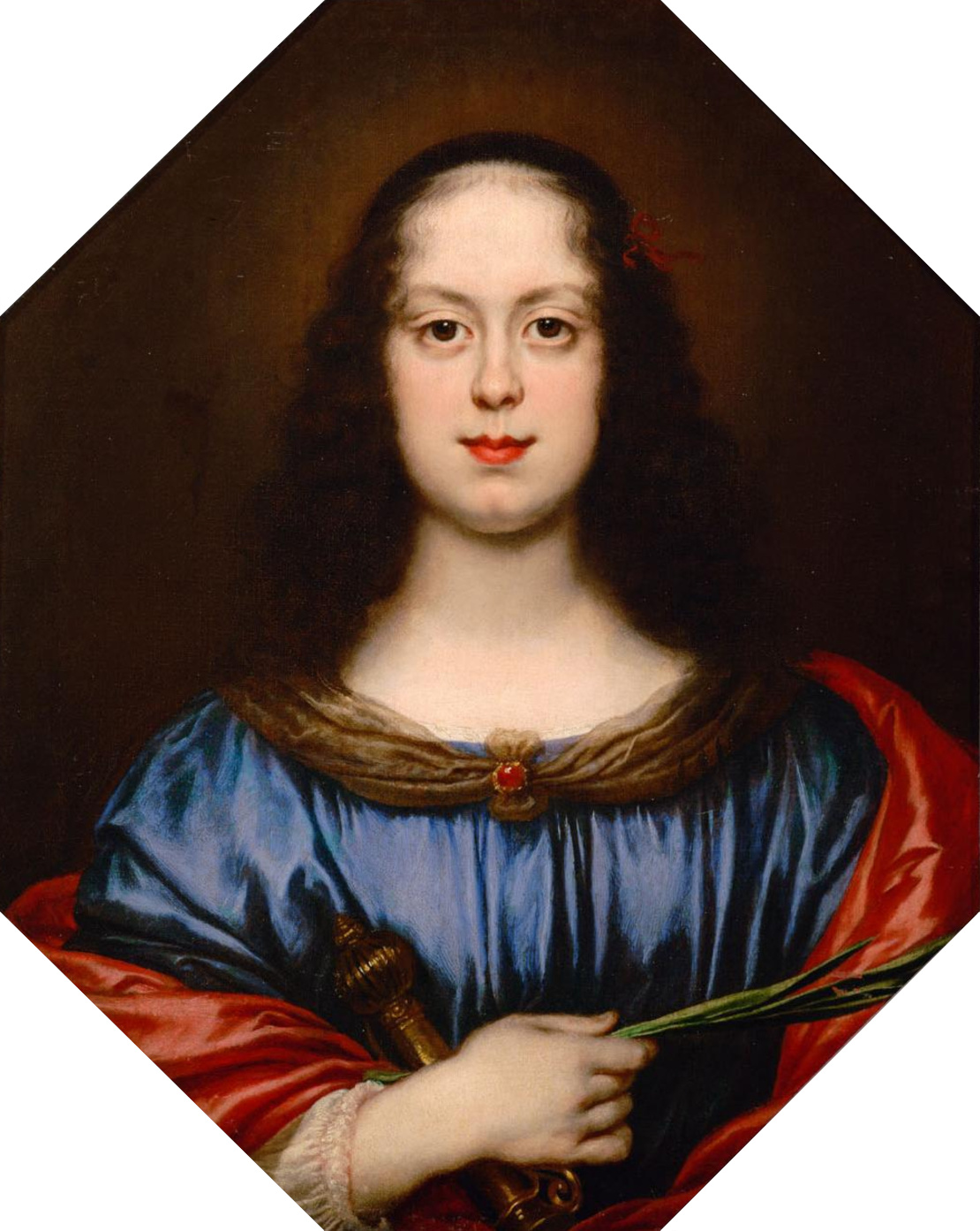
Vittoria della Rovere (1622–1694)

- Vittoria, Alessandro (1525–1608), italienischer Bildhauer des Manierismus
- Vittoria, Paola (* 1960), antiguanische Seglerin
- Vittorini, Elio (1908–1966), italienischer Schriftsteller
- Vittorino da Feltre (1378–1446), italienischer Renaissance-Humanist und Lehrer
- Vittoz, Bernard (1927–2006), Schweizer Physiker und Hochschullehrer
- Vittoz, Vincent (* 1975), französischer Skilangläufer
- Vittozzi, Lisa (* 1995), italienische Biathletin
- Vittrup, Russell L. (1906–1992), US-amerikanischer Offizier, Generalleutnant der US-Army
- Vitturi, Bartolomeo, italienischer Librettist
- Vitturini, Davide (* 1997), italienischer Fußballspieler

### Vitu
- Vitu, Cédric (* 1985), französischer Boxer
- Vitua, Sabine (* 1961), deutsche SchauspielerinSabine Vitua (* 1961)

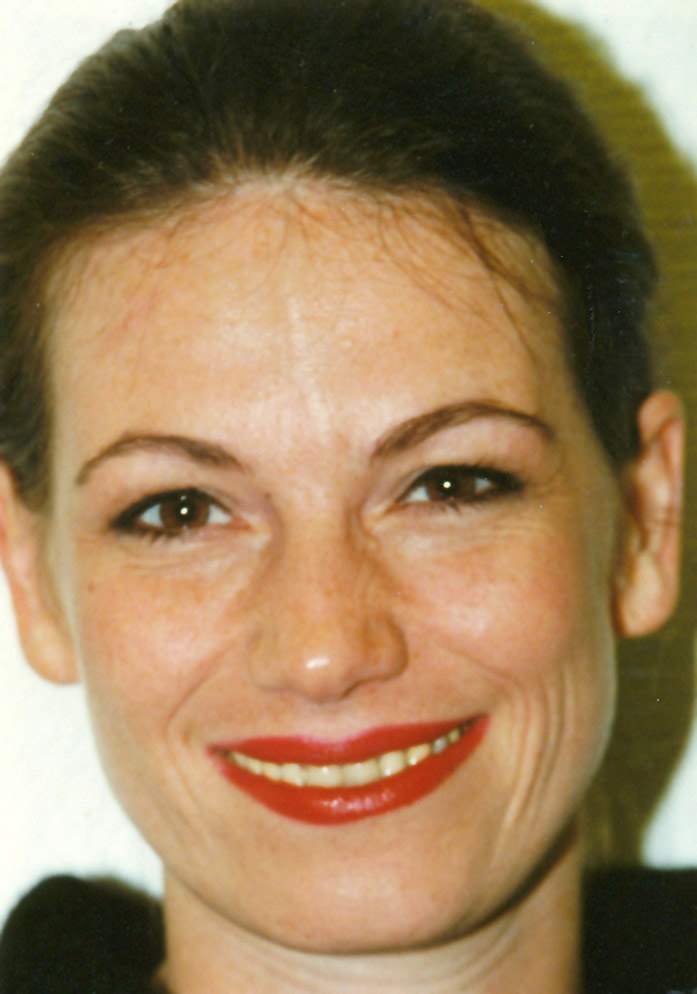
Sabine Vitua (* 1961)

- Vitulano, Carina (* 1975), italienische Fußballschiedsrichterin
- Vitulasius Nepos, Sextus, Suffektkonsul 78
- Vitullo, Luciano (* 1983), argentinischer Tennisspieler
- Vitus, Károly, ungarischer Tennisspieler
- Vitus, Maximilian (1897–1968), bayerischer Schauspieler und Autor

### Vitz
- Vitz, Antonia (* 1975), deutsche Autorin
- Vitz, Wilhelm (1834–1907), deutscher Gymnasiallehrer und Gymnasialdirektor
- Vitzdamm, Heinrich (1892–1975), deutscher SS-Oberführer, Polizeipräsident in Halle (Saale) und Gleiwitz
- Vitzlant, Jakob († 1475), deutscher Kaufmann und Handelsvertreter
- Vitzlant, Philipp, deutscher Kaufmann
- Vitzthum von Eckstädt, Albert Friedrich (1797–1860), königlich-sächsischer Kammerherr
- Vitzthum von Eckstädt, Alexander (1846–1916), sächsischer General der Infanterie
- Vitzthum von Eckstädt, Carlotto (1857–1914), sächsischer Generalleutnant
- Vitzthum von Eckstädt, Christian († 1694), kursächsischer Kammerherr und Kreishauptmann
- Vitzthum von Eckstädt, Christian (1681–1738), kursächsischer Major und Rittergutsbesitzer
- Vitzthum von Eckstädt, Christoph (1623–1688), kursächsischer Rat und Landeshauptmann des Markgraftums Oberlausitz in Budißin und Rittergutsbesitzer
- Vitzthum von Eckstädt, Christoph (1633–1711), Herr auf Tiefensee, kursächsischer Kammerherr und Rittmeister
- Vitzthum von Eckstädt, Christoph Heinrich († 1781), kurfürstlich-sächsischer Generalleutnant
- Vitzthum von Eckstädt, Christoph Johann Friedrich (1863–1944), deutscher Jurist und Politiker, sächsischer Minister
- Vitzthum von Eckstädt, Ernst Bernhard (1831–1917), königlich-sächsischer Oberst
- Vitzthum von Eckstädt, Friedrich (1855–1936), deutscher Politiker, letzter Präsident der I. Kammer des Sächsischen Landtags, letzter Majoratsherr auf Schloss Lichtenwalde
- Vitzthum von Eckstädt, Friedrich August (1765–1803), kursächsischer Kammerherr und Obersteuereinnehmer
- Vitzthum von Eckstädt, Friedrich I. (1675–1726), sächsischer geheimer Kabinettsminister
- Vitzthum von Eckstädt, Georg (1880–1945), deutscher Kunsthistoriker
- Vitzthum von Eckstädt, George Quirinus (1663–1740), königlich-polnischer und kurfürstlich-sächsischer Kammerherr und Oberrechnungsrat
- Vitzthum von Eckstädt, Gotthold (1859–1945), sächsischer Generalleutnant
- Vitzthum von Eckstädt, Hans Wilhelm (1604–1660), deutscher Kammerrat, Hofmeister und Drost der Grafschaft Oldenburg
- Vitzthum von Eckstädt, Heinrich (1770–1837), deutscher Intendant, Generaldirektor der Kunstakademie, königlich-sächsischer Geheimer Rat und Hofmarschall
- Vitzthum von Eckstädt, Hermann (1876–1942), deutscher Jurist und Arachnologe
- Vitzthum von Eckstädt, Johann Friedrich (1712–1786), königlich-polnischer und kurfürstlich-sächsischer Generalleutnant und Rittergutsbesitzer
- Vitzthum von Eckstädt, Karl Friedrich (1819–1895), sächsischer und österreichischer Diplomat
- Vitzthum von Eckstädt, Ludwig Siegfried (1716–1777), deutscher Diplomat und Verwalter der kurfürstlichen Kunstsammlungen des Königreichs Sachsen
- Vitzthum von Eckstädt, Otto Heinrich (1829–1917), königlich-sächsischer Wirklicher Geheimer Rat und Hauptmann
- Vitzthum von Eckstädt, Otto Rudolf (1831–1906), deutscher Verwaltungs- und Hofbeamter, MdHdA
- Vitzthum von Eckstädt, Paul (1850–1911), sächsischer General der Infanterie
- Vitzthum von Eckstädt, Rudolf (1861–1945), deutscher Generalstaatsanwalt, Geheimer Rat und Familienforscher
- Vitzthum von Eckstädt, Woldemar (1863–1936), sächsischer Generalleutnant
- Vitzthum von Eckstedt, Christian (1592–1652), deutscher Oberst während des Dreißigjährigen Krieges
- Vitzthum von Eckstedt, Christoph (1552–1599), kursächsischer Beamter und Offizier
- Vitzthum von Eckstedt, Christoph (1594–1653), kursächsischer Oberst und Stiftshauptmann
- Vitzthum von Eckstedt, Dam (1595–1638), kursächsischer Generalmajor
- Vitzthum von Eckstedt, Friedrich Wilhelm (1578–1637), General der Kavallerie
- Vitzthum von Eckstedt, Friedrich Wilhelm (1665–1747), Domdechant von Naumburg
- Vitzthum von Eckstedt, Georg (1551–1605), kursächsischer Rat und Hauptmann
- Vitzthum von Eckstedt, Johann Georg († 1641), Stiftspräsident, Domherr der Stifter Halberstadt und Naumburg
- Vitzthum, Franz (* 1973), deutscher Countertenor
- Vitzthum, Michael (* 1992), deutscher Fußballspieler
- Vitzthum, Simon (* 1995), Schweizer Radsportler
- Vitzthum, Veronika (* 1963), österreichische Skirennläuferin
- Vitzthum, Walter (1928–1971), deutscher Kunsthistoriker
- Vitzthum, Wolfgang Graf (* 1941), deutscher Rechtswissenschaftler
- Vitzthumb, Ignaz (1724–1816), österreichischer Komponist